# Popis epizoda televizijske serije Instruktor
Ovo je popis epizoda serije Instruktor koja se prikazuje na programu RTL Televizije.

## Epizode
| Br. | Naslov                  | Redatelj        | Scenarist                       | Nadnevak prikazivanja            |
| --- | ----------------------- | --------------- | ------------------------------- | -------------------------------- |
| 1. | "Viške Legende"         | Nevio Marasović | Stjepan Perić i Nevio Marasović | 15. svibnja 2010 10. rujna 2010. |
| Televizijska ekipa na čelu s novinarom (Sven Medvešek) odlazi na Vis snimiti reportažu o instruktoru vožnje (Stjepan Perić) i njegovom jedinom polazniku autoškole "Đir", Marjanu (Damir Rončević) iz Zagreba. Purger Marjan se već tri godine priprema za vozački ispit, ali i dalje nije spreman za njega. Živi na Visu i, po predviđanju svog instruktora, za pola godine će biti spreman bez ičije pomoći sjesti u automobil. TV ekipu instruktor prima u svoj dom, upoznaje ih s gradom Visom i na viškim prometnicama pokazuje zašto Marjan još nije spreman izaći na vozački ispit. Ova pilot epizoda završava cliffhangerom u kojem instruktor dobiva pismo od HAK-a da njegov jedini polaznik Marjan mora položiti vozački ispit za dva tjedna ili gubi pravo na vozačku dozvolu... |                         |                 |                                 |                                  |
| 2. | "Mala Floramye"         | Nevio Marasović | Stjepan Perić i Nevio Marasović | 10. rujna 2010.                  |
| Marjan (Damir Rončević) i Instruktor (Stjepan Perić) krenu put Splita, no već na trajektu upadnu u nevolje. Dok Instruktor šarmira mlade turistkinje iz Italije na lošem talijanskom, prilaze im časnici broda kojima je za oko zapela Instruktorova TV ekipa. Naređuju im da pođu s njima do kapetana i ugase im kamere... |                         |                 |                                 |                                  |
| 3. | "U sridu"               | Nevio Marasović | Stjepan Perić i Nevio Marasović | 17. rujna 2010.                  |
| Nakon što im zbunjeni muškarac udari auto, Instruktor (Stjepan Perić) i Marjan (Damir Rončević) ga prisile da im kaže ime njegovog instruktora što se i dogodi. Nakon toga Instruktor i Marjan kreću put Varaždina, a televizijska ekipa ih odlučuje pratiti do Zagreba koji je njihovo odredište. U Sinju, Instruktor i Marjan pristaju kod Instruktorovog strica kojega muče brige o nadolazećoj Sinjskoj alci... |                         |                 |                                 |                                  |
| 4. | "Zvjezdanove staze"     | Nevio Marasović | Stjepan Perić i Nevio Marasović | 24. rujna 2010.                  |
| Nakon što je u prošloj epizodi, na Sinjskoj alci Marjan(Damir Rončević) otrovao ergelu konja slanim srdelama, pa je s Instruktorom(Stjepan Perić) morao bježati kako ih razbješnjela gomila ne bi uhvatila, veseli dvojac krenuo je svojim putem dalje. Putem prema Zrmanji, Instruktor i Marjan sretnu neobičnog autostopera Zvjezdana (Borko Perić). Zvjezdan je jako pristojan, simpatičan, ali i tajanstven, a autostopom putuje po Hrvatskoj. Instruktor je oduševljen Zvjezdanom te ga stalno ističe Marjanu za primjer, što Marjana silno nervira. Dok se tako voze i prepiru, padne mrak i svi već počinju osjećati umor, a nije za zanemariti i da su se izgubili na lokalnim cesticama. Instruktor postaje bijesan i okrivi Marjana za sve probleme, no u tom trenutku nađu se pred samostanom... |                         |                 |                                 |                                  |
| 5. | "Rajski dobra"          | Nevio Marasović | Stjepan Perić i Nevio Marasović | 1. listopada 2010.               |
| Nakon avanture s pravoslavnim svećenikom, Instruktor i Marjan s pridruženim članom Zvjezdanom (Borko Perić) kreću put Plitvica. Na benzinskoj pumpi Marjan upoznaje ljubav svog života, Lauru (Tenu Jeić Gajski), koja s dečkom Dejanom (Lukom Dragićem) također putuje na Plitvice. Što će se dogoditi po putu, zašto će se policija uključiti u potragu za Instruktorovim Peugeotom, kakva je sličnost između Marjana i njemačke pop zvijezde Ghuntera, kako će se Instruktor naći u reklami Dalibora Matanića te glumcu Stjepanu Periću oteti ulogu? Nevjerojatne odgovore otkrijte u novoj epizodi... |                         |                 |                                 |                                  |
| 6. | "Majstor i Margarita"   | Nevio Marasović | Stjepan Perić i Nevio Marasović | 7. listopada 2010.               |
| Instruktor i Marjan na svome putu kroz Hrvatsku dolaze u Glinu. Ondje se baš održava utakmica lokalnog kluba NK Banovac protiv NK Grede i naši junaci završe u dresovima NK Banovca kao napadač i golman. Jedan od njih dvojice oduševi igrom pa na kraju suprotna momčad bude toliko ljubomorna da ih pošalje u krivom smjeru – umjesto u Sisak, u Čigoč, europsko selo roda! No primjereno ovom veselom dvojcu, nedaleko od Čigoča pokvari im se auto i tek tada krenu problemi. Instruktora ćemo po prvi puta vidjeti kako se zaljubi u prelijepu kći vlasnika auto radnje, Margaritu (Renata Sopek), a društvo će im u Čigoču praviti i jedna roda koja se također, čini se, zaljubila! |                         |                 |                                 |                                  |
| 7. | "Bre kategorija"        | Nevio Marasović | Stjepan Perić i Nevio Marasović | 14. listopada 2010.              |
| Nakon što je Instruktor naljutio Majstora zaljubivši se u njegovu kćer Margaritu, pa ga je Majstor najurio tako da su ostali bez auta, naši “Don Quijote i Sancho Panza” zatekli su se kako plutaju na Savi, u čamcu. I već kad su se ponadali da im je ratna mornarica stigla u pomoć, uslijedio je novi zaplet. Umjesto spasitelja, našli su ih riječni gusari. Zašto će stvari krenuti na bolje nakon što Instruktor i posada zapjevaju “Malu Floramye”, tko je gusarski kapetan te koga će, kada stignu u Beograd ploveći Dunavom, oteti Kinezi? |                         |                 |                                 |                                  |
| 8. | "Bosanski lonac"        | Nevio Marasović | Stjepan Perić i Nevio Marasović | 21. listopada 2010.              |
| Dolaskom u Beograd, Instruktor je izgubio Marjana, kojeg su oteli Kinezi. Uz pomoć tamošnjeg taksista, (Nebojšu Glogovca) krenuo je tražiti vjernog učenika. Nakon duge i iscrpljujuće potrage, Instruktor će napokon otkriti gdje je Marjan – u kineskom restoranu konobari glumeći Kineza. Nakon akcije spašavanja, Marjan i Instruktor zajedno s Novinarom završit će bez prebijene lipe u Šćepan Polju - najdubljem riječnom klancu u Europi na tromeđi Bosne, Srbije i Crne Gore... |                         |                 |                                 |                                  |
| 9. | "Ćorsokak"              | Nevio Marasović | Stjepan Perić i Nevio Marasović | 2. studenog 2010.                |
| Nakon što su se Instruktor i Marjan stvorili u najdubljem riječnom klancu u Europi, na tromeđi Bosne, Srbije i Crne Gore, završili su u Sarajevu, na crvenom tepihu filmskog festivala! Ondje je Instruktor došao na ideju da se pretvaraju da su novinari koji rade reportaže o festivalu pa su čak uspjeli intervjuirati neke poznate sudionike. No uživljeni u nove uloge nisu primijetili da su se najednom našli na Baščaršiji. Nakon što shvate da su previše vremena proveli u Sarajevu, zamole slučajne prolaznike da im pokažu gdje je kolodvor. No naizgled obični prolaznici - to nisu bili! Instruktor i Marjan našli su se licem u lice sa svojim bosanskim dvojnicima pred bosanskom autoškolom. Ipak, za razliku od Instruktora koji je pričljiv, ovaj bosanski je tih kao bubica, dok je polaznik BiH autoškole potpuna suprotnost Marjanu i priča 'sto na sat'...                                                            |                         |                 |                                 |                                  |
| 10. | "Svadbeni đir"          | Nevio Marasović | Stjepan Perić i Nevio Marasović | 9. studenog 2010.                |
| Nakon što su spašeni iz zatvora, Instruktor i Marjan nađu se na svadbi Instruktorove rođakinje Ljubice (Jelena Veljača) i njezinog odabranika Žarka (Igora Kovača). Na veselici se pojavljuju i igrači NK Greda, koji su im u jednoj od proteklih epizoda sasuli šećer u rezervoar i sada im se Instruktor i Marjan osvećuju tako što im toče šampanjac i svašta sa svadbenog stola. No nogometaši ih uhvate na djelu i počinje naganjanje po svadbenoj dvorani. Dok bježe autom, ispred Instruktora i Marjana ukaže se Grofov zamak u kojem Grof priprema predstavu u kojoj se na pozornici pojavljuje u ženskom cabaret izdanju... |                         |                 |                                 |                                  |
| 11. | "Tko vozi zlo ne misli" | Nevio Marasović | Stjepan Perić i Nevio Marasović | 16.studenog 2010.                |
| Nakon što su uspješno uništili vjenčanje Instruktorove rođakinje, Marjan i Instruktor stigli su u Zagreb gdje im pauk odmah nakon dolaska digne auto. No, sva sreća, u pomoć im priskoči ni manje ni više nego teniski as Goran Ivanišević, kojem je Instruktor bio učitelj vožnje. I dok Goran proživljava traumatično iskustvo ponovnog susreta s Instruktorom, on je sretan što ga se Goran sjeća... |                         |                 |                                 |                                  |
| 12. | "Autoškola Đir"         | Nevio Marasović | Stjepan Perić i Nevio Marasović | 23. studenog 2010.               |
| Sve je izgledalo kao da su problemi napokon iza Marjana i Instruktora, konačno su došli u Varaždin i samo im je preostalo potražiti znamenitog gospodina Blažeka (koji navodno pušta sve polaznike na ispitu, jer mu je žao rušiti). Nažalost ispostavit će se kako je Blažek upravo ovih dana otišao u penziju. Unatoč toj činjenici, Blažek bi im i izašao u susret da se pri njihovom susretu nije desila jedna mala "nezgoda". Instruktor u očaju odvodi Marjana zloglasnom talijanskom ispitivaču koji u pravilu nikoga ne pušta (i neodoljivo podsjeća na Don Corleonea). No izgleda kako su svi ti dani na cesti od Marjana stvorili vrhunskog vozača! Demonstrirajući svoje vještine uspije zadiviti ispitivača koji mu na kraju ispita stisne ruku i izgovori te čarobne riječi: "položili ste!". Velika fešta preselit će se na otok Vis gdje će cijelo mjesto slaviti taj dugo očekivani dan - dan kada je Marjan položio vozački! |                         |                 |                                 |                                  |